# ラジオはアメリカン
『ラジオはアメリカン』（「ラジオWAアメリカン」とも表記。略称「ラジアメ」）は、1981年4月12日から1996年6月30日まで、日本のTBSラジオで放送されていたラジオ番組である。『大橋照子のラジオはアメリカン』（おおはしてるこのラジオはアメリカン）として始まった。全国各地のラジオ局でネットされていたが、ネット局によっては放送開始・終了の時期が異なる（#ネット局参照）。
1985年、大橋照子がアメリカに行くことになり、パーソナリティを斉藤洋美に交代した。
1998年10月から1999年3月までは、大橋による復刻版的な番組『ラジオはカプチーノ』を放送。
2002年3月からAIIにより、有料インターネットラジオサイト「ラジ＠ （ラジアット）」内で『斉藤洋美のラジオはアメリカン』（さいとうひろみのラジオはアメリカン）として復活、2006年6月まで配信した。
番組制作は、株式会社PRP。
2018年11月3日に、20年ぶりのイベント『帰ってきたラジオはアメリカン』（かえってきたラジオはアメリカン）が開催された。

## 概要
番組リスナーからのハガキ等の投稿により放送していたラジオ番組。
番組名の「アメリカン」は、“コーヒーのアメリカンのように中身の薄い番組”という意味合いだが、開始当初はアメリカのホットな情報（最新の流行物、ヒット曲、映画の情報や話題等）を届ける番組や「英会話」の番組とよく間違われていた。大橋の軽妙で甘い語り口で、全国のリスナーに支持される。リスナーに身近でアットホームな話題が多く、新聞の投書欄で「深夜の井戸端会議」と評されたこともある。
TBSラジオでの放送では、ナムコ（現：バンダイナムコエンターテインメント）の一社提供で、提供クレジットも15年間「この番組は『遊び』をクリエイトする、ナムコがお送りします（お送りしました）。」が使われた。そのため、番組内で使われるサウンドステッカーにはナムコのゲームミュージックが使われることが多かった。また、番組イベントなどではナムコのアミューズメント施設が使われることもあった。ただし、ネットされた放送局によっては番組購入という形のため、スポンサーがなかったところもある。
TBSラジオでは、毎週日曜日0時台や毎週月曜日0時台、または同1時台などの時間帯に放送されていた。放送時期により放送時間は何度か変わることもあった。プロ野球開催中は前枠でナイター中継の放送がされており、時折延長される事やその後の番組が延長放送時間分だけ後にスライドして放送されていた事もあり、放送開始時間は変動する事も多かった。
番組リスナーのメインは学生層（中高生、大学、専門学校など）。番組パーソナリティーの大橋照子と斉藤洋美が「ラジオたんぱ」での人気番組のパーソナリティーをしていた事もあり、引き続きのリスナーも多かった。番組が長年に亘り放送されており、パーソナリティーが変わっても番組内容は引き継いでおり、深夜の時間帯に放送されていた放送局も多く、学生時代からのリスナーが社会人となってもリスナーとなっていることも多かった。リスナーの中には爆笑問題の太田光（大橋時代）、声優の神谷浩史（斉藤時代）もいた。
番組放送が深夜の時間帯だったラジオ局も多く、地元のラジオ放送局の放送が終了している時間帯に他地域のラジオ放送をしている放送局を探していたところたまたま聞いた人が引き続きリスナーになったり、番組リスナーである子供や孫等から薦められての年輩リスナーも少なからず存在しており、時折年輩リスナーからのハガキ投稿も番組内で紹介されたこともあった。
番組内での採用作品の中で、特に優秀なものには賞金（放送時期により、賞金は「1万円〔時折、5千円札×2枚〕」「5千円」「3千円」）が、これに準ずるものにはラジアメトレーナー（後に、ラジアメTシャツ〔「1年分」とし、トレーナーやTシャツを1枚〕）が贈られた。番組で採用されると「番組ステッカー」などの番組ノベルティグッズが贈られた。
斉藤洋美時代での「ハガキコーナー」では、採用されると、「魔除け下敷き」など、後に「矢印良品」と銘打った番組ノベルティグッズ、その後、エアクッション（いわゆる"プチプチ"）や紙工作などの詰め合わせの「ひとり遊びセット」が贈られた時期もあった。長期に亘り放送されていた斉藤洋美時代には、各種の番組ノベルティグッズが制作され、ハガキ紹介者等には贈られており、番組イベント等でも参加者には、ノベルティグッズが配布されていたこともある。
一般的に放送番組の改編の行われる4月、10月の数週間前の3月中、9月中の放送回では、番組内で次期の放送番組改編後に新たに放送される放送局や放送時間の変更、放送終了や放送開始の案内が丁寧にされていた。また、年末年始時期の放送日時の変更の案内も同様である。加えて、同時期の放送では、番組エンディング音楽部分に、アナウンサー等による案内が放送されていた。
番組放送開始当初から終了まで、また、インターネット配信時代も、東京都千代田区麹町郵便局に設けた「私書箱36号」で番組宛のハガキ、カセットテープの募集がされていた。
番組収録は基本的に週に1回行われていた。
録音放送であり、毎年新年早々にも放送されている放送局も多くあり（放送時間の変更はされていた放送局もあった）、12月の番組中では、翌年新年放送向けの内容の投稿ハガキ、カセットテープ募集の告知もされていた（収録は年末であったが、投稿ネタなどは新年向けな話題や内容など）。

## 放送時間
TBSラジオでの放送時間を以下に記す（ネット局は、#ネット局を参照）。ただし、プロ野球開催期間中はナイターの中継放送があり、時折延長放送されることもあり、番組放送時間が定時の放送開始時間より遅れての放送回も多かった。
- 大橋照子 担当時（1期）（1981年4月12日 - 1985年4月8日）
  - 毎週日曜日 2:00 - 2:30（土曜日深夜） （1981年4月12日 - 1981年9月27日）[注 7]
  - 毎週月曜日 1:00 - 1:30（日曜日深夜） （1981年10月5日 - 1982年10月4日）[注 8]
  - 毎週月曜日 0:30 - 1:00（日曜日深夜） （1982年10月11日 - 1984年4月2日）[注 9]
  - 毎週月曜日 1:00 - 1:30（日曜日深夜） （1984年4月17日 - 1985年4月8日）[注 10]

- 斉藤洋美 担当時（2期）（1985年4月15日 - 1993年6月28日）
  - 毎週月曜日 1:00 - 1:30（日曜日深夜） （1985年4月15日 - 1987年4月6日）[注 11]
  - 毎週月曜日 0:30 - 1:00（日曜日深夜） （1987年4月13日 - 1989年4月10日）[注 12]
  - 毎週月曜日 1:00 - 1:30（日曜日深夜） （1989年4月17日 - 1993年6月28日）[注 13]

- 大原のりえ 担当時（3期）（1993年7月5日 - 1996年6月30日）
  - 毎週月曜日 1:00 - 1:30（日曜日深夜） （1993年7月5日 - 1994年4月4日）[注 14]
  - 毎週月曜日 0:30 - 1:00（日曜日深夜） （1994年4月11日 - 1996年4月1日）[注 15]
  - 毎週日曜日 1:30 - 2:00（土曜日深夜） （1996年4月7日 - 1996年6月30日）[注 16]

## 出演者

### パーソナリティ
- 初代（1期）：大橋照子[注 17][注 18]
  - 1983年2月 - 3月は、大橋が産休のため、岡本りん子が代理でパーソナリティを務めた。
    - 大橋の結婚、妊娠の報告は番組内では積極的に紹介してはいないが、何となくは言われており、投稿ネタにされることもあった。

  - 1985年4月、大橋の夫のアメリカ転勤に伴い、同行するために番組を降板した。後の「斉藤洋美のラジオはアメリカン」放送の初期には、番組内に大橋の番組コーナー「照子のアメリカン」があり、アメリカから自身の収録によるテープ録音や、時には国際電話での録音により番組に参加していた。独自にアメリカでの「私書箱」を設け、番組リスナーよりの手紙の募集もしていた（日本の番組私書箱での手紙などの募集もしており、アメリカに送っていた）。番組コーナー終了後も、時折テープ録音や国際電話での録音によって登場することもあった。アメリカからの帰国後も、何度か録音などにより短く出演したことがある。
  - 番組内では、通称「ラジアメの母」（この呼称は斉藤洋美時代に定着し、大原のりえ時代にも同じく用いられた）。
- 2代目（2期）：斉藤洋美[注 19]
- 3代目（3期）：大原のりえ[注 20]

### 構成作家
- 鶴間政行
  - 「ラジオはアメリカン」番組全時代を通じて番組構成作家として番組に参加し、番組収録時に収録スタジオ内（録音ブース内）に同席し番組進行等を行う。
  - 大橋照子時代の初期には、時折「笑い声」や「相槌」が放送に流れていた。後に、大橋に促されたりして、ちょっとしたコメント等やハガキ等の投稿先住所のアナウンス等もさせられており、頻繁ではないが番組内ではしゃべっていた。ほどなくして、番組内で頻繁にしゃべる機会も増え、番組パーソナリティの「相方役」として定着し、「相方役」として無くてはならない存在となる。
  - 斉藤洋美時代になってからも引き続き、番組構成作家として番組に携わり「相方役」として、番組では「より無くてはならない存在」となる。後の大原のりえ時代も同じく番組に参加。
  - 番組イベントの構成も担当し、番組イベントでは自らが出演することも多くなり、斉藤洋美時代には頻繁に番組イベントに出演した。出版した「番組本」の構成もしている。
  - 番組内のコーナーを数カ月ごとに新しく提案し、例を出して新コーナーの紹介をし、ハガキ募集も行われて番組コーナーとなるが、投稿数が少なかったり、投稿内容の面白さなどで番組コーナーが数週間で消滅してしまう企画もあり、結果的には新コーナーの企画内容がイマイチだったとのことで「企画倒れの鶴間」と揶揄されていたこともある。

## 番組制作
株式会社PRP
東京都千代田区に本社を置く放送番組、CM、各種イベント等の企画・構成・制作、およびタレントのブッキング、広告代理店業務等を行う会社である。他に関西支社を置く。ナムコ創業者の中村雅哉の実弟・中村歓が経営することから、ラジアメのみならずナムコの提供番組やCM制作、イベントなども多数担当した。

### ディレクター
- 中村肇 - 大橋照子時代から大原のりえ時代まで担当。谷啓に少し似たおじさん。株式会社PRP所属。
- 酒井良行 - 大橋照子時代から斉藤洋美時代まで担当。株式会社PRP所属。
- トトロ大嶋。 - 元番組リスナー（ハガキ職人）。番組終了時〜タマゴのキミ〜ネットラジオ版を担当。当初は株式会社PRP所属で、2003年、同社を退社。

## テーマ曲
大橋照子・斉藤洋美時代の番組オープニング曲は、山岸潤史の「MORE CORKSCREW」。現在では2002年に発売されたCD『ニッポンのロック・ギタリスト〜山岸潤史〜』、2007年8月に限定盤として復刻されたオリジナルアルバム『ALL THE SAME』（ビクターエンタテインメント）、2016年7月に完全生産限定盤(ビクター和フュージョン・復刻シリーズ)として発売された『ALL THE SAME』（JVCケンウッド・ビクターエンタテインメント）で入手できる。
大原のりえ時代の番組オープニング曲は、Hit Co. Big Band「On the Sunny Side of the Street」。
エンディング曲は、最初期はオープニングと同じ「MORE CORKSCREW」だったが、その後はRVC→BMGビクター（後にBMGジャパン〈初代〉/ファンハウス→BMGファンハウス→BMG JAPAN〈2代目〉→アリオラジャパンを経て現在のソニー・ミュージックレーベルズ）の新譜曲が主に使われ、不定期（概ね1カ月程度）に替わっていた。

## 番組構成
番組構成は、全時代の放送時期により 番組コーナー、コーナー内容等は変動していた。
TBSラジオの場合の基本的な番組構成を以下に記す。
- オープニング（番組オープニング曲「MORE CORKSCREW」と共に、大原のりえ時代はオープニング曲が変更された）
  - 短くオープニング挨拶及び、投稿ハガキの紹介等と短く紹介のハガキの話題に関する話等や、パーソナリティの近況や話題等
- CM
- あいさつ及び、オープニングに紹介した投稿ハガキの話題に関すること等や、パーソナリティの近況や話題等
- ハガキコーナー
  - 放送時代によりコーナー内容は何度も変わっている
- CM（番組放送時期により「CM」が入った）
- おもしろカセット（おもカセ）
- CM（番組放送時期により「CM」が入った）
- 音楽を放送するコーナー
  - 「インフォパックコーナー」等
- CM
- エンディング
  - 音楽を流して（歌手名、曲名の紹介もあった）、賞金・商品当選者発表。番組関連の案内、放送されなかったハガキ投稿者等の名前（ペンネーム）紹介。
  - 最後はパーソナリティの一言あいさつ（「（一言あいさつ）」の（パーソナリティ名（例えば、大橋照子）でした。」および、「構成作家、「（一言あいさつ）」の鶴間政行でした。」と、パーソナリティが紹介（後には「（一言あいさつ）」の鶴間政行でした。」と鶴間本人が発言の一言あいさつ）。

大橋照子時代には音楽が頻繁に流された構成の時期もあった。「それでは1曲」、「ここで1曲」等と、番組コーナーの切れ目に音楽を放送していたこともあった。
以下は、大橋、斉藤時代の主な番組コーナー。大原時代も番組コーナーのメインは、ハガキコーナーだった。

### ハガキコーナー
大橋照子時代は、各種情報やイチャモンなどを投稿する「おたより」コーナーと、ギャグ・駄洒落・面白い話題などを提供する「ちょっととまって○○」のコーナーに分かれていた。○○は、右左→左右→前後ろ→あっちゃ向いてホイ、と変化した。
斉藤洋美時代になり「おたより」のコーナーは「おはがき定食」に、「ちょっととまって○○」は「今夜は斉藤!」（『今夜は最高!』をもじった）に引き継がれた。後に両コーナーは合体し「今夜は斉定」となった（「斉定」とは「今夜は斉藤!」と「おはがき定食」が合体したものであり、「最低」ではない）。
ハガキコーナーでの、ギャグ・駄洒落・面白い話題などが面白ければナムコのアーケードゲーム「ラリーX」のゲーム開始音、イマイチであれば「パックマン」のミス音が流された。その他にコーナーの節目には「ニューラリーX」の各ラウンドクリア時の音楽や「ギャラガ」の音楽（ボーナスステージでパーフェクト達成時、および捕虜機破壊音等）が流された（時には、パーソナリティーの発言などの時でも、ディレクターの判断でダメな発言の時は「パックマン」のミス音が流されていた）。
基本的には「ハガキコーナー」の投稿話題は自由だが、番組側からのハガキコーナーでの小テーマが設定されていた。全時代の「ハガキコーナー」では、投稿されたハガキ紹介後、同じような話題での投稿がされて、その話題での小コーナーができる事も多く、「"あたかも"シリーズ」「普通の手紙」「この瞬間がたまらない」「我が家のこじつけ自慢」「変な看板」などがあった。
全時代を通じて女性が番組パーソナリティを担当していた事もあり、「年齢」や「結婚」（当時、番組パーソナリティが独身だった時期もあり、また番組の構成作家の鶴間雅行が独身だったことなどもあり）などの話題でハガキコーナーのネタに取り上げられており、番組内での話題にされていた。

### おもしろカセット
ギャグ、パロディ、替え歌、既存の楽曲のオリジナルアレンジ、リスナーの自作楽曲の楽器による演奏や歌（既存の楽曲オリジナルアレンジや自作楽曲を、当時のパソコンで自動演奏等する作品等）、多重録音（先に録音したセリフや音楽等の録音テープを再生しながら台詞等を喋って録音したり、オリジナルの楽曲をカラオケとして流して替え歌を唄う等して録音するのも含む）や、ダビング等によるテープ編集を駆使したり、面白いことを録音したカセットテープを紹介。通称はおもカセ。
家族との私的な会話などで、偶然に録音していたものや、投稿する為に録音したものなども投稿されて放送されたこともあった（家族との会話の録音や、家族を含む他人を意識せずに、家で親や兄妹が歌を唄っている録音など）。
放送開始当初は「おもしろカセットベスト10」だったが、翌年より「おもしろカセットベスト5」になり、さらに斉藤洋美時代には「おもしろカセットベスト5」から「おもしろカセットベスト3」となり、大原のりえ時代には不定期コーナーの「のりカセ」となった。
全時期を通じ番組リスナーより投稿される「おもしろカセット」の投稿作品自体の本数やその内容により、コーナータイトルや紹介し放送するテープの本数は変動していた。全時代を通じ「今週の第*位は該当者なし」との放送回も頻繁にあり、1位も「該当者無し」とする事もあった。また、「おもしろカセットベスト*」とはしていながらも「今回の第*位は***」と投稿の都道府県名、投稿者名（ラジオネーム）、作品タイトル名は紹介はするも、投稿テープの放送はなく、テープの内容の紹介、作品の批評、アドバイス等が紹介される事も多かった（例えば、コーナータイトルは「おもしろカセットベスト5」としていたが、投稿作品の放送は1位〜3位の放送で、4位・5位は紹介のみなど）。
半年に一度、その期間の第1位作品から最も面白い作品をリスナーからの投票で決める「おもカセグランプリ」が実施された。「XX年上半期」「XX年下半期」と頭に付けて呼称していた。番組スタッフがノミネート作品を5 - 8本程度選び、番組内で再度放送し、その後リスナーからのハガキ投票で決定し発表された。
番組リスナー層の多くは学生であり、ハガキでの投稿とは違い「おもカセ」の投稿はテープ代や送料も少なからずの負担にはなっていた事もあり、放送時期によっては、番組側よりテープ投稿者に対し、番組内で採用、未採用を問わず、代替の「カセットテープ」を送っていた時期もあった。「ベスト10」だった時代には、5位〜10位等に送られていた。
「おもカセ」の紹介が少ない放送（放送時期）では、ハガキコーナー等が長く放送されていた。
「おもカセ」の投稿では、「ハガキコーナー」などと同じく、番組で採用された「おもカセ」と、同じパターンの投稿がされ放送されることも多かった。
番組リスナーである同級生や友人とで「おもカセ」を投稿する目的でのグループもいくつかできたり、個人での常連投稿者もおり投稿作品も「おもカセ」で取り上げられ放送されていた。
投稿者の中には著名人もおり、当時タレントだった佐野量子の作品が採用されたこともあった。
現在では著作権関連で問題となりそうなラジオやテレビで放送された番組やCMなどからの録音も投稿されて放送されていた（替え歌の伴奏としてのオリジナルの音源なども含む）。

#### 主な作品
『ビバ!クイズ』の珍回答
当番組のネット局でもあった北日本放送が当時テレビで放送していた小学生参加クイズ番組『ビバ!クイズ』の出場者珍回答を集めた録音が人気を集め、富山ローカルの15分番組にも関わらず全国的知名度を得た。後に、番組側が投稿された「ビバ!クイズ」の複数の投稿者のカセットの面白い部分を編集して放送する事もあった。また『ビバ!クイズ』が終了する際の特別番組の取材で、北日本放送のスタッフが当番組の収録中に突撃取材を行った。
市町村の歌
「知情意隊」の歌
替え歌や自作楽曲の常連投稿者は番組の人気者になった。「知情意隊」（ちじょういたい）もその1組で、「現代社会の歌（原曲：ウルトラマンの歌）」「聖徳太子の歌（原曲：レット・イット・ビー）」「もみあげオールナイト 若林豪に捧ぐ（原曲：ダンシング・オールナイト）」などのヒット曲を連発した。ひげやもみあげにこだわった歌詞が多いのが特徴で、彼らのリーダーだった人物のブログでの回想によれば、彼らが「自分たちだけの個性が欲しい」と模索した結果だという。
山形放送の放送終了（クロージング）
山形放送で2000年頃まで使われていた放送終了（クロージング）の音楽はハワイアンの子守唄で、「山形なのになぜハワイアン?」、「日本一暗い放送終了」と話題になった。その当時の山形放送ではまだ当番組はネットされていなかった。
篠ノ井駅の発車ファンファーレ
1990年5月放送。当時JR東日本・篠ノ井駅の発車メロディが地元消防団・自衛隊製作によるファンファーレだったことがリスナーの爆笑を誘い、「90年上半期おもカセグランプリ」の第1位となる。同年11月には番組スタッフがリスナーと共に篠ノ井駅でファンファーレを聞くイベントまで行われた。ちなみにファンファーレ自体は翌年の7月に取り止められ、現在はJR東日本で一般的な発車メロディが使用されている。
動物の歌
「動物園に行きました - 」で始まる短い歌で最後が駄洒落になっている歌。作曲者の知人が無断で番組に投稿したところ1位になり、その後他のリスナーから続編が無数に投稿され、シリーズものになった。また歌詞なしのカラオケもテクノ風、沖縄民謡風など、いくつか作られた。大橋照子は「最初の『動物の歌』を超えるレベルの作品は出なかった」と番組で語っていた。
早口言葉シリーズ
ある常連投稿者が、クラシックをバックに早口言葉を歌ったもの。全部で3つのパターンがあり、うち1つ目は番組の中で大橋照子もアドリブで歌わされた。
鳥取県の歌
鳥取県の人口の少なさを嘆く「与作」の替え歌。「第2回ラジアメファンの集い」（長野県）で行われた「おもカセイントロクイズ」の最終問に使われ、冒頭の一小節が流れただけで会場にいたファン全員が挙手。急遽全員で一斉に解答を言う方法に切り替え、見事全員が「鳥取県の歌」と解答した。
芸能人の歌シリーズ
芸能人の名前をもじって歌にするシリーズ。例：さだまさし→得意技はさらまわし、等。
サザエさんシリーズ
サザエさんのオープニング曲をさまざまなアレンジを加えた作品が主流だった。代表的なアレンジは必殺シリーズの曲調にした「必殺サザエさん」。なおサザエさんシリーズはおもカセだけではなく普通のハガキでもリスナーによる「磯野家の見取り図」作成や、トリビアの泉に先駆けて「エンディングテーマ曲1番の謎」の検証も行われた。リスナーが検証した見取り図はラジアメ本「モアイの涙」に収録されている。また実際の磯野家の見取り図の模型が長谷川町子美術館に展示されている。
おじさん体操第一
マジカルカセット
ナムコを筆頭とする、ゲーム音楽のデスクトップミュージックによるアレンジ作品。通称「マジカセ」。
マジカセでありながらも、さらに手を加えてお笑いネタとした作品（『スカイキッド』BGMと映画『レイダース/失われたアーク《聖櫃》』テーマ曲をマッシュアップさせた楽曲など）は、「おもしろマジカルカセット（通称「おマカセ」）」と呼ばれた。

### インフォパックコーナー
音楽紹介のコーナー。ビクター音楽産業の新譜曲から毎週1曲を途中まで放送。後に2曲を途中まで放送した時期もある（ナムコのビデオゲーム音楽集『ビデオゲームグラフィティ』シリーズなどが発売された時は、その中から曲を放送していたこともある）。
大橋照子時代にコーナータイトルが「音楽を愛せますか」としていた時期もあり、音楽を2曲（途中まで）放送。
斉藤洋美時代の初期には、コーナータイトルを「新・音楽を愛せますか」としていた時期もあり、音楽を2曲（途中まで）放送していた時期もある。
このコーナータイトルはラジオ番組『山口洋子 その人を愛せますか』が由来である。当時のTBSラジオの放送時間枠は「その人を愛せますか」から「ラジオはアメリカン」に続く構成になっており、「ラジオはアメリカン」を聴くために前番組から聴いているリスナーが少なからずいたため。

### ラジアメ・トライアスロン
斉藤洋美時代に行われたクイズ3問を出題するコーナー。通称「ラジトラ*」（「*」は開催の回数。 例「ラジトラ7」）。主に聴取率調査期間（スペシャル・ウィーク）に開催された番組コーナー。番組関連イベントで起きた事よりクイズ1問が出題される事もあった。クイズ3問中の1問は、「私は誰でしょう?」として、「斉藤洋美が物まねした人は誰か?」と当てる問題も出題された。また、リスナーから出題クイズ問題を募集しての出題もしていた。
全時代を通じ、聴取率調査週間（スペシャル・ウィーク）での放送回では、リスナーに向けてプレゼントありのクイズを出題する企画が放送されていた。また、全時代を通じ、普段の放送時でも時折、面白いものや、珍しい物など（投稿者の自作などもあった）がリスナーより番組に送られてきたりした時などでは、急遽、番組中で「送られて来た物は何でしょう？（これは何でしょう？）」的なクイズが出題されたこともあり（送られて来た物の概要などの言葉での説明や、音などを聞かせて）、正解者には抽選で、何らかのプレゼント（ノベルティグッズなど）が贈られていた。

### 番組パーソナリティ別にあった番組コーナー

#### 照子のアメリカン
- 1985年4月〜 アメリカより「照子のアメリカン」として、アメリカから自身の収録によるテープ録音や、国際電話での録音により番組に参加していた。独自にアメリカでの「私書箱」を設け、番組リスナーよりの手紙の募集もしていた（「斉藤洋美のラジアメリカン」初期の番組後半に放送）。

## 番組イベント
番組が放送されている放送局のある地域での公開の番組イベント。年に数回主にリスナー層である学生が休みになる時期の春・夏・冬休み中の日曜日、祝祭日等の日中に開催されていた。
番組放送初期でのイベントは、公共の広場（公園等の広場）や、公共の貸しホール等（貸し会議室等）で開催されることもあった。
その後、ナムコのアミューズメント施設の入っている商業ビルの広場や商業ビル屋上、ナムコのアミューズメント施設内等で開催。番組のイベントは、ナムコ関連の製品紹介との連携で開催されることも多かった。
基本的には番組初期から、番組イベント開催時にはハガキによるイベント参加の募集はされていなかったが、イベントにより会場の収容定員等の関係で、ハガキによるイベント参加の募集がされていたこともある。
12月には、「クリスマス・イベント」が開催されたこともあり、開催会場となるホール等の収容定員の関係でハガキでの参加募集がされ、入場券のハガキは返送されていた。
放送内で、各種イベント開催の予告があり、イベント開催前にリスナーが自主的に「出席届け」と称して「今度のイベントに参加します」とのハガキ投稿があり、番組内で紹介されていた。後に番組イベントでは「出席届け」のハガキを持参して出席をとるコーナーができて、番組内でのイベントの紹介などでは「出席届け」の募集もされた。イベント後には「イベントの感想」等がイベント参加者より投稿され、番組内のハガキコーナーでは紹介されていた。
番組内では番組イベントの模様の録音を短く放送したこともあり、番組自体が、番組イベントで公開録音されて放送されたことも数回あった。
番組内で番組イベントの開催場所の紹介時には、イベント会場までの交通案内等が丁寧にされていた（例えば、＊＊線の＊＊駅で下車（鉄道会社名や路線名、駅名）、＊＊バス（バス会社名）の「＊＊行き（最終目的地）」に乗車し、約＊＊分位の「＊＊バス停」で下車し、＊＊方面（目標となる場所など）に歩いて＊＊分」等）。また、イベント開催場所の地元リスナーよりの、より詳しく判りやすいイベント会場までの交通案内のハガキ投稿もあり、番組内でのイベントの案内の時には紹介されていた（会場に行く道程で迷ったりした時には、「＊＊（会場の場所や、会場に行く為の目標となる建物など）はどこですか?」と地元の人に聞いて教えてもらい、教えてもらったら必ずお礼を言って下さい的な、アドバイスも放送ではされていた）。

### ラジアメファンのつどい
大橋照子が番組担当時の番組イベントの名称。「ラジアメファンのつどい ＊＊大会」としていた（「＊＊」は、イベントが開催される場所の都道府県名や市区町村名など）。
観光バスをチャーターして、ハガキ募集により抽選で番組リスナーを招き、ナムコ本社等を訪問した（ナムコ本社の社員食堂で昼食も出た）イベントを行ったこともある。

### 全国ふれ愛キャンペーン
斉藤洋美が番組担当時の番組イベントの名称。通称「ふれキャン」（放送時期により「全国ふれ愛キャンペーン ＊＊」、「ふれキャン in ＊＊」などとしたこともある（「＊＊」は、イベントが開催される場所の都道府県名や市区町村名など）。
番組イベントの実質的な1回目は、東京都板橋区にある「東京大仏」。「東京都板橋区に大仏がある」とのハガキ投稿があり番組で紹介し、番組内で「斉藤と鶴間が何日の何時に東京大仏に行きます」と告知したら、当日に100人近くの番組リスナーが集まった。後に、番組イベントで全国数カ所の「大仏巡り」を開催したこともある。
斉藤洋美が番組パーソナリティを担当した期間も長く、ナムコ関連のアミューズメント・ゲームの新作紹介との連携等で、番組イベントは全国各地で多く開催された。

### ラジアメ in ＊＊
大原のりえが番組担当時の番組イベントの名称（「＊＊」は、イベントが開催される場所の都道府県名や市区町村名など）。

## 番組の終焉とその後
- 現役当時から自身の四股名をペンネームとして活動していた元力士の常連リスナーがいたが、その元力士の四股名が別の力士に与えられたのを見つけた別のリスナーが、元力士が相撲界に復帰したと勘違い[48]。番組にその旨投稿したところ当番組の最終回で採用され、番組で事実確認をしないまま復帰を祝福してしまった。最終回だったがために本人並びに相撲知識のあるリスナーは指摘の葉書を送ることができず、また番組側は仮にその事実に気づいたとしても訂正の術がなかった。当時の出演者や番組関係者からの本件への言及は2025年現在も確認できない。なお、日本の相撲界では一度廃業した力士の現役復帰は事実上不可能である。
- 1996年6月「大原のりえのラジオはアメリカン」最終回（実質的に、ラジオ番組「ラジオはアメリカン」としての放送最終回）と、その一回前の放送には、当時のパーソナリティ大原のりえの他に、ゲストとして大橋照子、斉藤洋美も出演。3人で「ラジアメ・キャンディーズ」（番組関係のパーソナリティが女性3人、全員がキャンディーズを知っている世代、大橋がキャンディーズのラジオ番組を担当し仲が良かった事もあり、思いつきで）を結成し名乗ったが、番組終了に伴い、番組内での活動は全くなかった。「ラジアメ・キャンディーズ」はその後、1996年12月に「ラジアメ」の後番組「タマゴの…キミ」（浅川悠、白河真由時代）にゲスト出演。ナムコ・ワンダーエッグで公開録音形式で行われたことから、実質的には、これがラジアメのファイナルイベントを兼ねていた。こうして、本番組は30日をもって終了。15年3ヶ月の歴史に幕を降ろした。
- 2001年から2006年まで、斉藤洋美・鶴間政行でのコンビで、有料配信でのインターネットラジオ版が復活（一部、無料配信もあった）。有料配信は月に数回更新されていた。有料での番組配信は、配信会社の都合で終了した。ラジオ放送時代と同じく、番組制作は「株式会社PRP」、番組構成は鶴間政行である。
- 鶴間政行が新書「人に好かれる笑いの技術」（アスキー新書、2008年、ISBN 4756150934）を出版した時期の2008年、斉藤洋美が番組パーソナリティを担当したコミュニティFM放送「FMたちかわ」での「斉藤洋美のハッピースタイル」や、インターネットでの配信の「斉藤洋美・中野ダンキチの「秘密基地トーク」」に、鶴間政行がゲスト出演しており、「ラジアメ」の裏話的な話題も流されている。また、中野ダンキチ主催の映画関連のイベントに、斉藤洋美は度々出演しており、イベントのゲストとして鶴間政行が出演し「ラジアメ」の話題でトークをした事もある。
- 2010年にはコンビ結成25年・ラジアメ30年目突入を記念したイベントが予定されている、とのこと。
  - この"Wikipedia"の記事を、中野ダンキチと斉藤洋美が、「斉藤洋美・中野ダンキチの『秘密基地トーク』」内で話題にし（それぞれ個人の"Wikipedia"上での記事も話題になった）、斉藤洋美が「イベント開催予定の話は、全く聞いていない。鶴間さんに聞いてみます」と発言。「もし、記念のイベントが出来たら面白い」とのことで、2010年10月3日に「秘密基地トーク 秘密なのに公開します」として、中野ダンキチの仕切りで、都内で有料のイベントを開催した（斉藤洋美も出演し、ゲストで鶴間政行を迎えて）。

## 関連商品

### 番組本
- みんな正気です（1985年3月 日之出出版）[注 21]
- モアイの涙（1989年4月 日音）[注 22]
- モアイの鼻血（1990年4月 日音）[注 22]
- モアイのスキップ（1991年5月 日音）[注 22]
- おもしろ回文集・野茂の物は野茂の物（1993年6月 興陽館書店）[注 22]

### レコード
- ビデオ・ゲーム・グラフィティ（1986年3月21日 ビクター音楽産業）
B面のミニドラマに「ラジアメ」のミニコーナーがあり、斉藤洋美が出演している。

### その他
- ナムコの情報誌「NG（エヌジー）」に「ラジアメ」のページがあり、番組の紹介記事やイベントの模様等の記事も写真入りで掲載されていた。

## ネット局
放送曜日・時間は各放送局により異なり、15年の間での放送枠変更が多かった局もあった。主に土曜・日曜の深夜帯に放送されることが多かった。TBSを含めたJRN加盟局での放送が多いが、外部プロダクション制作ということもあり、TBSをキーステーションとしたJRNネット番組ではなく、非ネットワークの各局任意ネット（番組販売）だった。そのため、NRN単独加盟局（☆）や独立局（★）での放送もあった他、一部の局ではCMなし（ノンスポンサード）で放送されていた。
以下のネット局は、ナムコ提供による後続番組『WE2 タマゴの…キミ』（1996年7月 - 1997年3月／槙健一、浅川悠、白河真由）、『大槻ケンヂとタマゴのキミっ』（1997年4月 - 1998年9月／大槻ケンヂ、林あさ美）、『ラジオはカプチーノ』（1998年10月 - 1999年3月／大橋照子）にそのまま引き継がれることとなる。
- 北海道放送 - 月曜0:00（日曜深夜）
- 青森放送 - 月曜21:30（1988年3月まで）→ 日曜22:30（1988年4月 - 1989年3月）→ 日曜23:00（1989年4月 - 1990年3月）→ 月曜0:00（日曜深夜）（1990年4月 - 1992年3月）→ 日曜0:00（土曜深夜）（1992年4月 - 1995年9月）→ 日曜23:30（1995年10月 - 1996年6月）
- 東北放送 - 日曜22:00（1990年3月まで）→ 月曜0:05（日曜深夜）（1990年4月 - 1994年9月）→ 日曜23:30（1994年10月 - 1996年6月）
- 山形放送 - 土曜23:00（1988年4月 - 1996年6月）
- 栃木放送☆（CMなし）- 火曜23:00（1988年3月まで）→ 日曜20:30（1988年4月 - 1988年9月）／土曜22:00（1989年10月 - ）→ 金曜22:30（1990年4月 - ）→ 日曜20:00（1991年4月 - ）→ 日曜20:30（1991年10月 - 1992年9月、途中打ち切り）
- 茨城放送★（放送当時、CMなし）- 月曜23:00（1992年3月まで）→ 火曜19:30（1992年4月 - ）→ 日曜16:30（1992年10月 - ）→ 水曜19:00（1993年4月 - ）→ 日曜21:10（1993年10月 - ）→ 月曜19:00（1994年4月 - ）→ 土曜24:00（1994年10月 - ）→ 月曜19:00（1995年4月 - ）→ 日曜19:30（1995年10月 - ）→ 月曜19:00（1996年4月 - 1996年6月）
- TBSラジオ - 放送時間は「放送時間（TBSラジオの場合）」の節を参照。
- 新潟放送 - 土曜23:30（1993年9月まで）→ 土曜22:30（1993年10月 - 1996年6月）
- 信越放送 - 日曜0:00（土曜深夜）（1990年3月まで）→ 日曜0:30（土曜深夜）（1990年4月 - 1994年3月）→ 土曜23:45（1994年4月 - 1995年9月）→ 土曜22:30（1995年10月 - 1996年6月）
- 静岡放送 - 日曜22:00（1991年9月まで）→ 日曜0:30（土曜深夜）（1991年10月 - 1993年3月）→ 月曜0:35（日曜深夜）（1993年4月 - 1996年6月）
- 東海ラジオ☆ - 主に月曜2:15（日曜深夜）
- 北日本放送（途中まで☆）- 土曜22:30（1991年3月まで）→ 日曜22:30（1991年4月 - 1996年6月）
- 北陸放送 - 月曜0:00（日曜深夜）（1989年4月 - 1991年3月）→ 木曜23:00（1991年4月 - 1994年9月）→ 日曜23:30（1994年10月 - 1996年6月）
- 毎日放送→ラジオ大阪（25分番組だった時期あり）☆
  - （ラジオ大阪での放送時間）月曜21:00（1988年3月まで）→ 日曜21:00（1988年4月 - ）→ 土曜20:30（1988年10月 - ）→ 月曜20:30（1989年4月 - 1991年9月）→ 木曜19:00（1991年10月 - ）→ 月曜21:00（1992年4月 - ）→ 月曜1:00（日曜深夜）（1992年10月 - 1995年3月）→ 月曜0:30（日曜深夜）（1995年4月 - ）→ 月曜20:30（1996年4月 - 1996年6月）
- 和歌山放送（途中まで☆）- 日曜0:00（土曜深夜）（1995年9月まで）→ 日曜22:30（1995年10月 - 1996年6月）
- 中国放送 - 月曜0:00（日曜深夜）
- 山陰放送 - 日曜21:00（1987年10月 - ）→ 日曜22:00（1988年4月 - ）→ 日曜21:00（1988年10月 - ）→ 日曜17:00（1989年4月 - ）→ 日曜21:00（1989年10月 - ）→ 日曜22:00（1990年4月 - 1991年9月）→ 木曜22:00（1991年10月 - 1995年3月）→ 日曜22:30（1995年4月 - 1996年6月）
- 西日本放送（途中まで☆）- 日曜22:15
- 南海放送 - 日曜22:00（1989年3月まで）→ 月曜0:00（日曜深夜）（1989年4月 - 1996年6月）
- RKB毎日放送 - 月曜0:10（日曜深夜）（1989年3月まで）→ 月曜0:00（日曜深夜）（1989年4月 - 1996年6月）
- 熊本放送 - 日曜23:30（1990年3月まで）→ 日曜22:30（1990年4月 - 1996年6月）
- 宮崎放送 - 土曜23:30
- 長崎放送 - 日曜22:30（1988年3月まで）→ 日曜21:30（1988年4月 - 1991年9月）→ 日曜20:30（1991年10月 - ）→ 日曜21:30（1992年4月 - ）→ 日曜20:30（1992年10月 - ）→ 日曜21:30（1993年4月 - ）→ 日曜18:30（1993年10月 - ）→ 日曜22:00（1994年4月 - 1995年3月）→ 日曜22:15（1995年4月 - 1996年6月）
- 琉球放送 - 日曜0:00（土曜深夜）（1989年4月 - 1989年9月）→ 日曜23:30（1989年10月 - 1990年3月）
- ラジオ沖縄☆ - 日曜23:30（1990年4月 - 1993年3月）→ 日曜0:00（土曜深夜）（1993年4月 - 1996年6月）

これらの番組終了後のナムコの提供番組は制作局が文化放送へ移り、『大橋照子のしゃべりバビデブー』（1999年4月-2001年3月、大橋照子・鶴間政行）、『大橋照子のこれでキメましょう!』（2001年4月-2002年3月、大橋照子・鶴間政行）や、1998年4月よりスタートの「ナムコ・ワンダータイム」シリーズへ引き継がれた。この番組終了後は「智一・美樹のラジオビッグバン」を経て「A&G 超RADIO SHOW〜アニスパ!〜」へナムコ提供番組は引き継がれるが、2006年秋以降は文化放送のナムコ提供番組はない。「ナムコ・ワンダータイム」に替わって提供していた番組は現在も番組継続中。

## インターネット配信
2002年3月から、AIIの「ラジ＠ （ラジアット）」により、有料のインターネットラジオで『斉藤洋美のラジオはアメリカン』として復活し（300円／月。月に数回更新、一部、無料配信もあった）、2006年6月まで配信した（配信会社の都合により配信終了した）。ラジオ放送の時と同じく、番組構成は鶴間政行、番組制作は「株式会社PRP」。
インターネットラジオ版ではハガキやメールなどを募集しての新規配信の他に、新規配信内で過去にラジオで放送した「おもカセ」を配信したり、過去のラジオ放送を再配信していたこともある。